# 19 Batalion Saperów Ziemi Lęborskiej
19 Batalion Saperów (19 bsap) – samodzielny pododdział l Wojska Polskiego.

## Historia
Batalion został sformowany w 1994 roku w  Lęborku na bazie  18 batalionu saperów.  Batalion 16 kwietnia 1996 roku  przyjął nazwę wyróżniającą  "Ziemi Lęborskiej" oraz przejął  dziedzictwo i kontynuację tradycji: 19 batalionu saperów (1939 i 1944-1994), 58 batalionu saperów (1958-1963 i 1969-1977), 58 kompanii saperów (1963-1969) oraz 18 batalionu saperów (1977-1994).     20 kwietnia 1996 roku jednostce został nadany sztandar,  matką chrzestną została Jolanta Kwaśniewska, a ojcem chrzestnym wójt gminy Nowa Wieś – Marian Borek.  W dniu wręczenia sztandaru po raz pierwszy zostały wręczone odznaki pamiątkowe batalionu.
W ramach kolejnej przemiany w wojsku polskim 19 batalion saperów w 2001 roku został rozwiązany.

19 kwietnia 2016 roku grupa byłych żołnierzy 18 i 19 batalionu ufundowała tablice pamiątkową upamiętniającą istnienie jednostek saperskich w Lęborku.

## Dowódcy batalionu
- ppłk dypl. Henryk Dąbrowski
- ppłk Ireneusz Stosik
- ppłk Lech Zajda

Zastępca dowódcy
- ppłk Kazimierz Kordowski

Szef sztabu
- mjr Roman  Wypasek
- mjr Jan Słonka

Żołnierze batalionu
- kpt. Zbigniew Kulczewski – szef służb technicznych
- por. Artur TARNOWSKI – dowódca kompanii drogowo-mostowej
- st. chor. szt. Kazimierz Kłos

## Odznaka
Odznaka ma kształt krzyża kawalerskiego o srebrnych krawędziach z kulkami na końcach. Ramiona pokryte są czerwoną i czarną emalią. Na dolnym ramieniu krzyża numer jednostki 19. W centrum odznaki nałożony jest siedzący lew złoty z białą tarczą na piersi. Na tej okrągłej tarczy umieszczono złoty rysunek wybuchającej miny na tle kotwicy. Między ramionami krzyża srebrny wieniec laurowy.
Odznaka o wymiarach 44 × 44 mm, wykonana została w pracowni grawerskiej Andrzeja Panasiuka w Warszawie.